# Daniel Wildenstein
Daniel Wildenstein (* 11. September 1917 in Verrières-le-Buisson; † 23. Oktober 2001 in Paris) war ein französischer Kunsthistoriker, Kunsthändler, Autor und Kunstsammler und ein renommierter Züchter von Vollblutpferden und erfolgreicher Rennstallbesitzer.

## Leben
Daniel Wildenstein kam als Sohn des jüdischen Kunsthändlers Georges Wildenstein und seiner Ehefrau Jane im Pariser Vorort Verrières-le-Buisson zur Welt. Georges Wildenstein führte den seinem Vater Nathan gegründeten Kunsthandel fort. Nach dem Studium an der Sorbonne arbeitete Daniel Wildenstein am Pariser Musée Jacquemart-André und an der Abbaye royale de Chaalis in Fontaine-Chaalis. Er war in erster Ehe mit Martine Kapferer verheiratet. In Marseille kam 1940 der Sohn Alec (* 5. August 1940; † 25. Februar 2008) zur Welt, als sich die Familie auf der Flucht vor den deutschen Truppen befand. Im selben Jahr siedelte die Familie nach New York City über, wo Daniel Wildenstein in die dortige Filiale des Kunsthandelsgeschäftes seines Vaters (Wildenstein & Company) eintrat. In New York wurde 1945 der Sohn Guy geboren. Nach dem Zweiten Weltkrieg kehrte die Familie zwar nach Frankreich zurück, behielt aber einen Wohnsitz in New York.
Von 1963 bis zu seinem Tod 2001 war Daniel Wildenstein Herausgeber der bedeutenden Kunstzeitschrift Gazette des Beaux-Arts. In den 1960er Jahren schloss er die Pariser Filiale des Unternehmens und verlegte seinen Hauptsitz nach New York. Parallel entstanden Filialen in London und Tokio. 1970 gründete er das Wildenstein Institute, eine Stiftung für Kunstgeschichte. Diese Forschungseinrichtung, mit einer Bibliothek von mehr als 400.000 kunstgeschichtlichen Büchern, ist für die Herausgabe von zahlreichen Werkverzeichnissen bekannt. Daniel Wildenstein war hierbei selbst als Autor tätig. Als sein bekanntestes Werk gilt der fünfbändige Claude-Monet-Katalog, der in knapp 40 Jahren entstand. Ende der 1970er Jahre heiratete Wildenstein ein zweites Mal. Seine Frau Sylvia war ein ehemaliger Feldwebel der israelischen Armee. 1993 schloss sich die Firma Wildenstein & Company mit der New Yorker Pace Gallery zusammen und firmierte unter dem Namen PaceWildenstein und spezialisierte sich auf zeitgenössische Kunst. Die Partnerschaft wurde am 1. April 2010 aufgegeben und der Geschäftskontakt auf eine Zusammenarbeit beschränkt.
Unklar ist der genaue Umfang und Wert der privaten Kunstsammlung der Wildenstein-Familie. Medienberichten zufolge sollen sich in europäischen und amerikanischen Banktresoren zahlreiche Gemälde von Künstlern wie Pierre-Auguste Renoir, Gustave Courbet, Vincent van Gogh, Paul Cézanne, Paul Gauguin, Édouard Manet, Claude Monet, Sandro Botticelli, Rembrandt van Rijn, Peter Paul Rubens, El Greco, Jacopo Tintoretto, Jean-Honoré Fragonard, Antoine Watteau und Pablo Picasso befinden. Der Wert der Sammlung wird auf bis zu zehn Milliarden US-Dollar geschätzt. Die Bilder sind teilweise seit Jahrzehnten nicht der Öffentlichkeit zugänglich. Die Familie Wildenstein steht zudem in der Kritik, über Mittelsmänner Geschäfte mit den Nationalsozialisten getätigt und nach dem Zweiten Weltkrieg Kunstwerke zweifelhafter Provenienz erworben zu haben.
Nach seinem Tod kam es zwischen der Witwe Sylvia Wildenstein und den Söhnen aus erster Ehe, Alec und Guy Wildenstein, zu einem langjährigen Erbstreit um das Vermögen.

## Ehrungen
Von 1971 bis zu seinem Tod war Daniel Wildenstein Mitglied der Académie des Beaux-Arts in der Sektion Freie Mitglieder. 2002 wurde der im Rahmen des Prix de l’Arc de Triomphe auf der Pferderennbahn Longchamp ausgetragene Prix du Rond Point in Prix Daniel Wildenstein umbenannt.

## Veröffentlichungen (Auswahl)
- mit Jean-Gabriel Domergue: Vincent Van Gogh, Paris 1960
- mit Georges Wildenstein: Chardin. Catalogue raisonné, Oxford 1969
- mit Denis Rouart: Edouard Manet. Catalogue raisonné, 2 Bände, Lausanne und Paris 1975
- mit Alexandre Ananoff: François Boucher, Lausanne und Paris 1976
- Renoir, Paris 1980 ISBN 2-7309-0500-0
- Seurat, Paris 1982 ISBN 2-7309-0518-9
- Paul Gauguin. Premier itinéraire d'un sauvage ; catalogue de l'œuvre peint (1873–1888) ISBN 88-8118-937-2
- Claude Monet. Biographie et catalogue raisonné Lausanne, Paris, Köln 1974–1999 ISBN 3-8228-8725-0
- Gauguin. A savage in the making; catalogue raisonné of the paintings (1873–1888) Mailand 2002 ISBN 88-8491-137-0
- Monet oder der Triumph des Impressionismus, Köln 2003 ISBN 3-8228-1689-2